# ناحیه هایدوناناش
ناحیهٔ هایدوناناش (به مجاری: Hajdúnánási járás) یک ناحیه در مجارستان است که در هایدو-بیهار واقع شده‌است. ناحیهٔ هایدوناناش ۵۴۷٫۲۷ کیلومتر مربع مساحت و ۲۹٬۶۱۴ نفر جمعیت دارد.